# 5 Водолея
5 Водолея (лат. 5 Aquarii, HD 198667) — одиночная звезда в созвездии Водолея на расстоянии приблизительно 819 световых лет (около 251 парсека) от Солнца. Видимая звёздная величина звезды — +5,554m.

## Характеристики
5 Водолея — бело-голубой гигант спектрального класса B9III. Радиус — около 4,1 солнечных, светимость — около 317,56 солнечных. Эффективная температура — около 11200 К.